# Jeanne-Sophie de Bavière
Jeanne-Sophie de Bavière, née vers 1373 et morte en 1410 à Vienne, est duchesse d'Autriche par son mariage avec le duc Albert IV d'Autriche. Elle est membre de la famille des Wittelsbach.

## Famille
Elle est la plus jeune fille du comte de Hainaut, Albert Ier de Bavière, et de sa première épouse, Marguerite de Brzeg. Jeanne, l'une de ses sœurs, est mariée à l'empereur Venceslas Ier de Luxembourg, et Marguerite, son autre sœur, est l’épouse du duc de Bourgogne Jean sans Peur.

## Mariage et descendance
Elle épouse en 1390 Albert IV d'Autriche, le fils du duc d'Autriche Albert III d'Autriche, auquel il succède en 1395. Ils ont deux enfants :
- Marguerite (de) (1395-1447), mariée en 1412 au duc Henri de Bavière[2]
- Albert V (1397-1439), duc d'Autriche, marié en 1421 à Élisabeth de Luxembourg, fille unique de l'empereur Sigismond ; après la mort de son beau-père, il est élu roi des Romains en 1438[2]

Albert IV meurt en 1404. Jeanne-Sophie négocie avec le duc Frédéric de Bavière l'union de sa fille Marguerite avec le fils du duc, Henri ; le mariage est célébré en 1412, deux ans après la mort de Jeanne-Sophie.